# Берников переулок
Бе́рников переу́лок — улица в центре Москвы в Таганском районе между Берниковской набережной и Николоямской улицей.

## Происхождение названия
Получил название по фамилии домовладельцев в 1820-е годы: в 1791 году с Варварки в переулок переехал купец третьей гильдии (с 1811 года — 2-й гильдии) Иван Иванович Берников. Сад его дома выходил к Яузе, а в самом переулке он расположил пивоваренный завод. Умер в 1843 году, семейное дело унаследовал сын Иван, ставший купцом 3-й гильдии.
Прежнее название — Блазновский — также по фамилии домовладельца, сокольего помытчика Дмитрия Яковлевича Блазнова, который проживал в этой местности с 1758 года, а его семья до 1820-х годов. Они жили в переулке напротив церкви Симеона Столпника.

## Описание
Берников переулок проходит от Берниковской набережной на юг до Николоямской улицы. С 1887 года до 1930-х гг. в створе переулка располагался старый Тессинский мост, соединявший переулок с Тессинским переулком. Мост был разобран при обустройстве набережных Яузы. Новый пешеходный Тессинский мост, построенный в 1991—1992 годах, проходит несколько ниже старого по течению.
В переулке организовано одностороннее движение от Яузы к Николоямской улице.

## Здания и сооружения
Дома расположены только по чётной стороне:
- № 2/6 — супермаркет «Супер Лента».
- № 8/7 (угол с Николоямской улицей) — единственное историческое здание в переулке, трёхэтажный дом постройки около 1860 года.

Не сохранившийся дом 1 (угол Николо-Ямской) — электротехническая фабрика В. И. Корнеля.
Не сохранившийся дом 7 — палаты Василия Блазнова, 1720—1740-х гг. постройки, позже перешедшие к купцам Берниковым, которые расширили каменные палаты за счёт пристройки деревянной части по переулку. В конце XIX века в доме, принадлежавшем промышленникам Протопоповым, был бальный и маскарадный зал. Здание снесено в 1968 году.